# Người Canada gốc Việt
Người Canada gốc Việt (tiếng Anh: Vietnamese Canadian,tiếng Pháp :Canadiens d'origine vietnamienne) là những người sinh sống tại Canada có nguồn gốc dân tộc Việt. Không kể những người Canada gốc Âu châu, người Việt tại Canada là một trong những cộng đồng dân tộc lớn nhất tại Canada.
Những người Việt đầu tiên tại Canada là sinh viên học sinh du học từ miền Nam Việt Nam trước năm 1975. Nhiều người Việt bắt đầu di cư đến Canada sau sự kiện 30 tháng 4 năm 1975, với hàng nghìn người tị nạn từ miền Nam Việt Nam để tránh chế độ cộng sản. Từ con số 1.500 người vào cuối năm 1974, cộng đồng người Việt tại Canada đã tăng trưởng mạnh và đã lên đến 180.000 người vào năm 2006, trở thành một trong những cộng đồng người Việt hải ngoại lớn nhất trên thế giới.

## Lịch sử

### Trước 1975
Từ năm 1950, nhiều sinh viên, học sinh người Việt đã định cư tại Canada để học tập. Sau Hiệp định Genève, 1954, tất cả những người này đều đến từ miền Nam. Vì hầu hết các sinh viên này có cơ sở ngoại ngữ là tiếng Pháp, đa số ghi danh học tại các trường tiếng Pháp. Năm 1965, khi chính phủ Việt Nam Cộng hòa cắt đứt quan hệ với Pháp và không cho sinh viên du học tại đó, nhiều người chuyển sang Canada thay vì sang Pháp. Một số du học sinh từ Hoa Kỳ chống chính phủ Việt Nam Cộng hòa cũng được vào Canada sinh sống với lý do họ sẽ bị ngược đãi nếu trở về Việt Nam. Sau khi tốt nghiệp, nhiều người ở lại và làm việc cho chính phủ hay các trường học thay vì trở về quê hương. Đến cuối năm 1974, tại Canada đã có 1.500 người Việt định cư, trong đó trên 1.100 sống tại tỉnh bang Québec. Hầu hết những người này là phái nam và họ thường kết hôn với những phụ nữ Canada gốc Pháp.

### Sau 1975
Năm 1975 và 1976, sau khi chính quyền Việt Nam Cộng hòa ở miền nam sụp đổ và nước Việt Nam thống nhất dưới lãnh đạo của đảng Cộng sản Việt Nam, số người Việt tại Canada tăng một cách đột ngột. Hàng ngàn người thuộc tầng lớp trí thức rời bỏ quê hương xin tị nạn tại các nước Tây phương như Hoa Kỳ, Pháp và một vài nước khác, trong đó có Canada. Những người đến Canada thường đã có thân nhân hay đã từng học tập tại đây, và nhiều người biết tiếng Pháp. Từ 1975 đến 1978, 7.800 người Việt đã định cư tại Canada, trong đó 65% định cư tại Québec.
Một làn sóng di tản mới diễn ra vào năm 1978 và 1979, khi Việt Nam đưa quân vào Campuchia để lật đổ chính phủ Khmer Đỏ, và Trung Quốc đem quân vào Việt Nam để trả đũa. Khoảng 2 triệu người Việt gốc Hoa trở thành những người không được dung túng nên hàng chục ngàn người đã vượt biên, ra khơi trên những chiếc thuyền mong manh. Thêm vào đó, nhiều người Việt chưa thể hay không muốn rời Việt Nam trước đó cũng trở thành thuyền nhân, cũng như nhiều người Khmer sinh sống ở đồng bằng sông Cửu Long. Với số lượng người lớn hơn làn sóng trước, những thuyền nhân có nhiều địa vị khác nhau trong xã hội, như trí thức và thương gia, cũng như nông dân, công nhân, và ngư dân. Những thuyền nhân may mắn (nếu không bị hải tặc tấn công hay bị chìm tàu vì sóng to gió lớn) thường được cứu vớt tại các trại tị nạn ở Đông Nam Á. Nhiều quốc gia Tây phương đã chấp nhận cho những thuyền nhân này định cư. Từ 1979 đến 1982, Canada đã nhận 58.000 thuyền nhân tị nạn, trong đó 35% là người gốc Hoa. Nhiều tổ chức và đoàn thể khắp Canada đã đồng ý bảo lãnh các gia đình hay cá nhân. Một vài tỉnh bang mở trường học để dạy ngôn ngữ cho những người nhập cư này.
Số người tị nạn tiếp tục nhập cư vào Canada trong suốt thập niên 1980. Từ 1983 đến 1991, 75.000 người đã nhập cư vào Canada (8.333 mỗi năm). Đến thập niên 1990, khi kinh tế Việt Nam mở cửa và chính phủ Việt Nam thực hiện chính sách Đổi Mới, số người Việt vào Canada giảm đi đáng kể. Từ 1996 đến 2001, chỉ có thêm 11.000 người định cư tại Canada (2.200 mỗi năm).

## Nhân khẩu
Theo điều tra dân số năm 2006, Canada có 180.130 người tự nhận là người gốc Việt, kể cả 43.685 người lai chủng tộc khác. Con số này đã tăng từ 151.410 đối với điều tra năm 2001. Điều tra dân số năm 2006 cho thấy có 20.980 người tại Canada có quốc tịch Việt Nam, kể cả 5.540 người có nhiều quốc tịch.
Theo điều tra năm 2001, trên 70% người Canada gốc Việt không sinh ra ở Canada, trong đó 93% sinh ra ở Việt Nam. Người Canada gốc Việt sống tập trung ở 4 tỉnh bang: Ontario 83.330 (45%); Québec 33.815 (19%); British Columbia 30.835 (18%), và Alberta 25.170 (14%). Đa số sống ở các vùng đô thị: 69% người Canada gốc Việt sống tại khu đô thị của Toronto 56.095; Montreal 30.515; Vancouver 26.110; hay Calgary 14.285.
Người Canada gốc Việt có tuổi trung bình thấp hơn người Canada nói chung. Trong năm 2001, 25% là trẻ em dưới 15 tuổi, 16% từ 15 đến 24 tuổi, 38% từ 25 đến 44 tuổi, 16% từ 45 đến 64 tuổi, và chỉ có 5% là từ 65 tuổi trở lên. Phụ nữ chiếm khoảng 50,6% dân số.
Cũng theo điều tra dân số năm 2001, 48% người Canada gốc Việt cho biết họ theo Phật giáo, 22% theo Công giáo, 5% theo đạo Tin Lành, và 24% cho biết họ không theo tôn giáo nào. Tiếng Việt là tiếng mẹ đẻ của 75% người Canada gốc Việt, 8% nói tiếng Hoa như tiếng mẹ đẻ, 5% nói tiếng Pháp và 4% nói tiếng Anh như tiếng mẹ đẻ. 88% có thể sử dụng một trong hai ngôn ngữ chính thức tại Canada (tiếng Anh và tiếng Pháp), 66% chỉ có thể nói tiếng Anh và 6% chỉ có thể nói tiếng Pháp, và 14% có thể nói hai thứ tiếng.
13% người Canada gốc Việt có trình độ đại học hay sau đại học so với 15% ở người Canada nói chung. Tuy nhiên, có đến 45% người lớn chưa tốt nghiệp trung học so với 31% ở người Canada nói chung.

## Kinh tế
Trong năm 2000, thu nhập bình quân trên đầu người của người Canada gốc Việt 15 tuổi trở lên là hơn $23.000, so với $30.000 của người Canada nói chung. Phụ nữ có thu nhập thấp hơn, với khoảng $19.000/người so với $29.000/người của nam giới. Thu nhập 88% người Việt là từ việc làm, so với 77% ở người Canada nói chung. 27% người Canada gốc Việt được xem là có lợi tức thấp, so với 17% ở người Canada nói chung. 35% trẻ em sống trong gia đình có lợi tức thấp.
Người Canada gốc Việt hoạt động trong hầu hết các lĩnh vực kinh tế tại Canada, trừ nông nghiệp, hầm mỏ, và ngư nghiệp. Phần đông người có công việc là công nhân (40%), tiếp theo đó là người làm việc trong lĩnh vực buôn bán và phục vụ (25%), người làm nghề chuyên nghiệp và quản lý (15%), doanh nhân (15%) và cuối cùng là người làm việc tại văn phòng (8%). Tỉ lệ người gốc Hoa làm việc trong lĩnh vực buôn bán và kinh doanh cao hơn người gốc thuần Việt.
Tỉ lệ thất nghiệp của người Canada gốc Việt là khoảng 17%, cao hơn tỉ lệ ở người Canada nói chung là 9%. Để giải quyết hiện tượng thất nghiệp cao, nhiều người Canada gốc Việt, nhất là người gốc Hoa, đã tự mở cơ sở kinh doanh.

## Văn hóa

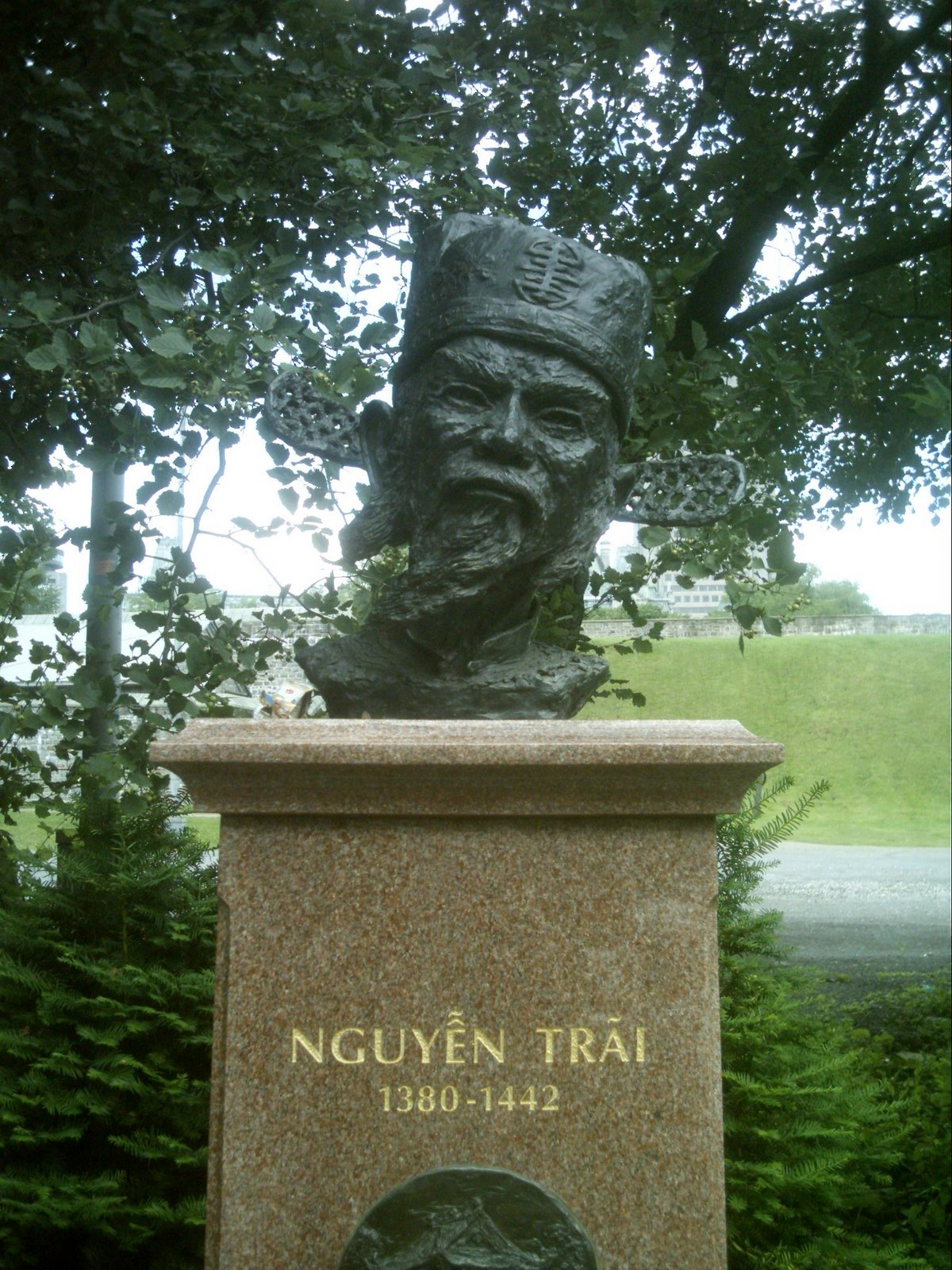
Tượng đài Nguyễn Trãi trên "Allee des poetes" (ngõ Thi sĩ), đường D'Auteuil, thành phố Québec

Hầu hết những người Canada gốc Việt tự xem mình là người Canada và người Việt, hay là người Canada có nguồn gốc từ Việt Nam. Năm 2002, 65% người Canada gốc Việt cho biết họ cảm thấy gắn bó với Canada, trong khi chỉ 43% cho rằng họ cảm thấy gắn bó với nhóm người cùng văn hóa hay chủng tộc với họ.
Nhiều nhạc sĩ, họa sĩ, và văn sĩ gốc Việt sống tại Canada. Các tác phẩm của họ nói về cuộc sống hiện đại trong bối cảnh xa quê hương. Các ca sĩ và nhạc sĩ người Canada gốc Việt thường biểu diễn tại các hội chợ và các buổi tiệc. Các nghệ sĩ hải ngoại khác, đặc biệt là từ California, cũng được mời biểu diễn tại Canada. Hàng trăm băng đĩa hải ngoại, thường được sản xuất tại Hoa Kỳ hay Pháp, được bày bán tại các tiệm sách và băng nhạc. Canada có ba tới bốn nhà xuất bản Việt ngữ và khoảng 30 báo và tạp chí.
Ngoài những nhân vật văn nghệ sĩ thường xuất hiện trước công chúng, cộng đồng người Việt tại Canada còn phải kể những nhà trí thức như giáo sư Nguyễn Ngọc Định, khoa trưởng Giáo dục Hậu đại học thuộc Viện Đại học Laval (l’Universite Laval, Quebec). Chính ông cùng cộng đồng đã vận động chính quyền địa phương vào năm 2000 để dựng tượng đài Nguyễn Trãi ở Québec.
Một đóng góp đáng kể về mặt văn hóa đối với cộng đồng là việc xây dựng Viện Bảo tàng Thuyền nhân người Việt (Vietnamese Boat People Museum) ở thủ đô Ottawa góc đường Preston và Somerset do Liên hội người Việt Canada xúc tiến. Việc khởi công bắt đầu vào mùa hè năm 2010. Cơ sở này sẽ là nơi lưu trữ những dữ kiện và hiện vật liên quan đến người tỵ nạn Việt Nam.
Năm 2015 Thượng nghị sĩ Quốc hội Canada Ngô Thanh Hải đã đưa ra dự luật "Con đường đến Tự do" (Journey to Freedom) kỷ niệm Tháng Tư đen và làn sóng người Việt tỵ nạn đến Canada. Mặc dầu có sự phản đối chính thức của chính phủ CHXHCN Việt Nam, nhà chức trách Ottawa vẫn muốn xúc tiến vì dự luật này vinh danh 60.000 người Việt đã "liều mạng sống tìm tự do" và họ đã tìm thấy ở đất nước Canada.
Những người Canada gốc Việt trẻ sinh ra hoặc lớn lên tại Canada đã theo một số lối sống văn hóa Bắc Mỹ. Trong một số gia đình, điều này đã dẫn đến sự cách biệt về văn hóa giữa cha mẹ và con cái. Nhìn chung, những người trẻ tuổi cố gắng hòa hợp hai nền văn hóa mà họ kế thừa.
Người gốc Việt cũng đã đóng góp cho nền văn hóa Canada như trong lãnh vực văn học. Tác giả Kim Thúy với cuốn tiểu thuyết Ru nguyên tác bằng tiếng Pháp đã đoạt giải Governor General's Award 2010. Tác phẩm này sau được dịch sang tiếng Anh (2012) và được xuất bản ở 20 quốc gia trên thế giới.. Nhà văn Nguyễn Ngọc Ngạn cũng có cuốn Ý trời (The Will Of Heaven) được dịch ra tiếng Anh.
Vào đầu thế kỷ 21 Canada có khoảng 40 ngôi chùa người Việt, trong đó có 8 ở Montreal, 7 ở Toronto, và 4 ở Vancouver.

## Chính trị

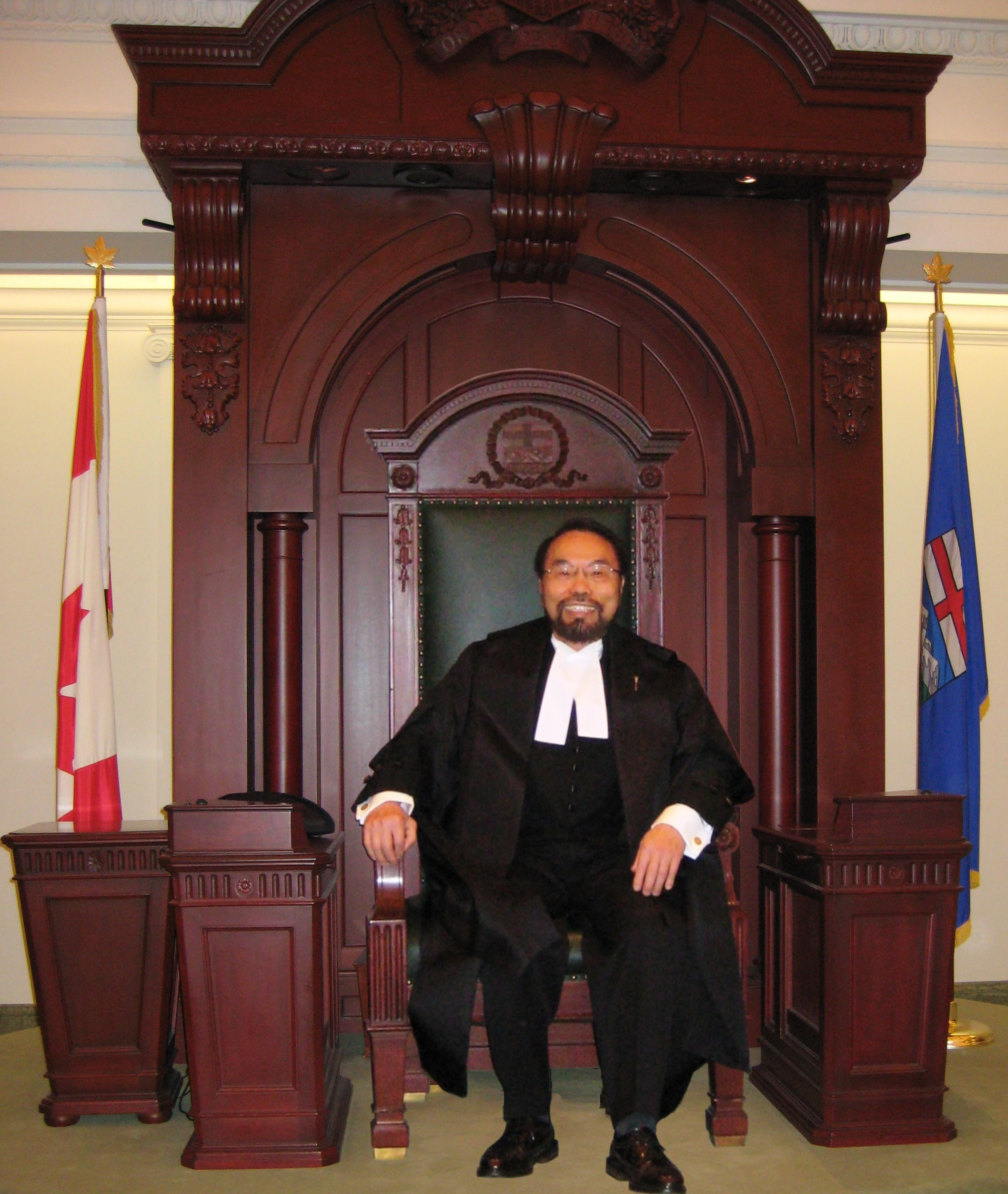
Wayne Cao, nghị sĩ tỉnh Alberta, năm 2008

Người Canada gốc Việt tham gia tích cực trong chính trị Canada. Trong cuộc bầu cử liên bang năm 2000, 57% người Canada gốc Việt có đủ điều kiện cho biết họ đã tham gia bầu cử, và 51% cho biết họ đã tham gia trong cuộc bầu cử cấp tỉnh bang trước đó.
Hầu hết người Canada gốc Việt rất quan tâm về tình hình chính trị tại Việt Nam. Như những nhóm người Việt tị nạn ở các quốc gia khác, hầu hết người Canada gốc Việt không có thiện cảm đối với chính phủ cộng sản tại Việt Nam. Hầu hết các tổ chức và đoàn thể của người Việt tại Canada đều công khai chỉ trích chế độ hiện hành tại Việt Nam. Tuy nhiên, chỉ có một thiểu số nhỏ trong các tổ chức này kêu gọi lật đổ chế độ. Những tổ chức đó được lãnh đạo bởi một số cựu quân nhân trong Quân lực Việt Nam Cộng hòa. Mặt khác, có một số rất ít tổ chức cánh tả ủng hộ chế độ và kêu gọi Việt kiều đóng góp trong công cuộc xây dựng đất nước. Những tổ chức này được lãnh đạo bởi một số cựu học sinh đã đến Canada trong thập niên 1960. Trong những năm gần đây, các tổ chức này đã đóng vai trò mới trong việc đón nhận các du học sinh từ Việt Nam - những người này chỉ ở Canada tạm thời và không có liên lạc với cộng đồng người Việt hải ngoại tại địa phương.
Nhiều người Canada gốc Việt hằng năm tham gia các sự kiện có treo cờ vàng ba sọc đỏ và hát bài quốc ca của Việt Nam Cộng hòa, nhưng việc này không có nghĩa là họ đang tích cực chống đối chế độ Hà Nội. Đại đa số không có thiện cảm với chế độ cộng sản, nhưng nhiều người đã về Việt Nam thăm thân nhân và một số khác đã hoạt động thương mại tại quê hương. Ông Ngô Thanh Hải là một thượng nghị sĩ gốc Việt, đã khởi xướng Đạo luật về Ngày hành trình đi đến Tự do (S-219) và được Quốc hội Canada bỏ phiếu tán thành.